# كفر الحلبي
قرية كفر الحلبى هي إحدى القرى التابعة لمركز الزقازيق في محافظة الشرقية في جمهورية مصر العربية. حسب إحصاءات سنة 2006، بلغ إجمالي السكان في كفر الحلبى 2423 نسمة، منهم 1251 رجل و1172 امرأة.